# Poste frontalier de Point Roberts–Boundary Bay
Le poste frontalier de Point Roberts–Boundary Bay est un poste-frontière situé le long de la frontière entre le Canada et les États-Unis reliant les communautés de Point Roberts dans l'État de Washington aux États-Unis et de Tsawwassen (en) dans la province de la Colombie-Britannique au Canada. Il s'agit du poste frontalier le plus à l'ouest des États-Unis contigus.
Ce poste frontalier constitue le seul lien routier pour les résidents de Point Roberts qui leur permet de rejoindre les États-Unis contigus puisque la communauté est située sur une péninsule qui est seulement reliée au Canada. Pendant plusieurs années, un second poste frontalier reliait ces communautés à environ 1,5 km à l'est, mais celui-ci a été fermé par les autorités américaines et canadiennes en 1975. Cependant, le poste de contrôle frontalier historique canadien existe toujours à cet endroit.